# Dolmen du Bois del Rey
Der Dolmen du Bois del Rey liegt in den Wäldern nördlich des Dorfes Martiel im Département Aveyron, Region Okzitanien im Süden Frankreichs. Dolmen ist in Frankreich der Oberbegriff für Megalithanlagen aller Art (siehe: Französische Nomenklatur).
Der große einfache Dolmen (französisch Dolmen simple) ist ein massiver Tisch, dessen etwa 4,0 m langer und 3,0 m breiter Deckstein in zwei Teile zerbrochen ist, aber noch auf den vier Tragsteinen ruht. Die vier Seitensteine, ebenfalls aus Konglomerat, zerbröckeln langsam. Der Endstein ist noch in situ und es gibt Reste einer Frontplatte.
Nur ein paar Dutzend Meter westlich des Dolmen liegt eine große, flache Felsplatte (französisch Bassin de Bois-del-Rey) mit einem Bullaun von etwa 40 cm Durchmesser und 10 cm Tiefe.
In der Nähe liegen die Dolmen von Marie-Gaillard und Dolmen du Bois de Galtier. Die Dolmen im Aveyron treten oft in Gruppen auf und 92 % aller Dolmen wurden aus Kalksteinplatten errichtet. 